# Haltcliff Bridge
Haltcliff Bridge – przysiółek w Anglii, w Kumbrii, w dystrykcie (unitary authority) Westmorland and Furness, w civil parish Mungrisdale. Leży 20 km na południe od miasta Carlisle i 405 km na północny zachód od Londynu.